# Campagnes des Hammadides sur Tlemcen
Les campagnes hammadides sur Tlemcen sont une série d'expéditions entre 1082 et 1103 menées par les Hammadides, branche des Zirides régnant sur le Maghreb central (Algérie actuelle) contre l'ouest de leur ancien territoire tombé aux mains des Almoravides.

## Contexte
En 1080-1082, Youssef Ibn Tachfin, émir almoravide, se lance à l'assaut de l'ouest des États Hammadides contrôlés par les Maghraouas. 
Plus précisément, selon Ibn Khaldoun, deux tribus zénètes de l'ouest se font auxiliaires des sanhadjiens dès l'époque de Bologhin Ibn Ziri: les Beni Wemanou et les Beni Iloumi. Les Beni Wemanou, par le biais de leur chef Makhoukh renouvèlent l'accord avec le souverain hammadide An Nacer par le biais d'une alliance matrimoniale. Le sultan Hammadide, El Mansour, a épousé la sœur de Makhoukh dans l'optique de sceller une alliance avec les Zenata de l'Ouest.
Yousef Ibn Tachfin pousse ses succès toujours plus loin : il enlève Tlemcen aux Beni Yala, et se rend maitre d'Oran, Ténès, l'Ouarsenis, le Chélif jusqu'à Alger en 1082. Il rentre à Marrakech l'année suivante.
À Tlemcen, il installe un gouverneur, un dénommé Mohamed Ben Tinameur qui reçoit le soutien de la tribu locale des Beni Wamanou et donc de leur chef Makhoukh. Les intrigues du gouverneur (almoravide) de Tlemcen finissent par entrainer cette tribu vers une attitude hostile aux Hammadides.

## Riposte hammadide
Très vite, à une date incertaine, le sultan hammadide El Mansour se met en marche contre Tlemcen. Il subit une première défaite ; Makhoukh redouble d'efforts contre son beau-frère en offrant tout l'appui de sa tribu aux Almoravides. Cependant les Hammadides ravagent la région et plusieurs places fortes de Makhoukh et menacent l'armée du gouverneur almoravide Mohamed Ben Tinameur. Youssef Ibn Tachfin se voit contraint de demander une trêve en conservant Tlemcen mais sans projeter d'autres attaques contre le reste des territoires hammadides.
Cependant les attaques almoravides reprennent, et le hammadide El Mansour envoie son fils l'émir Abdallah reprendre les territoires sanhadjiens et les Almoravides vaincus se replient sur l'actuel Maroc. L'émir Abdallah s'empare alors des possessions de la tribu des Beni Wemanou : les villes de Djebat et Merat sont prises et il fait de nombreux captifs. Selon Mouloud Gaid, l'émir Abdallah parvient alors à prendre Tlemcen. Makoukh, chef des Beni Wamanou, rassemble une armée pour répliquer et met le siège devant Alger pendant 2 jours sans succès. Il se retire sur Tlemcen où durant la même année, le gouverneur Mohamed ben Tinamer meurt et son frère Tachfin lui succède. 
Ce dernier lance une attaque contre Achir, ville ancestrale des Zirides. Le sultan hammadide Al Mansour fait appel à toutes les tribus sanahdjiennes et hilaliennes pour lever l'affront. Une coalition hammadide incluant des Arabes hilaliens rassemble une armée de 20 000 hommes qui marche contre Tlemcen en 1102/1103. Tachfin Ben Tinemer est complètement défait, sa femme Houa invoque auprès de Al Mansour les liens qui unissent les deux nations sanhadjiennes afin d'éviter la mise à sac de la ville. Al Mansour victorieux rentre à Béjaïa après un détour dans le Zab afin d'y mener une pacification. Il meurt en 1105, sept mois après sa campagne sur Tlemcen.